# Park Krajobrazowy Gór Słonnych
Park Krajobrazowy Gór Słonnych – park krajobrazowy znajdujący się w województwie podkarpackim na terenie gmin Lesko, Olszanica, Sanok, Tyrawa Wołoska i Ustrzyki Dolne oraz miast Sanok i Ustrzyki Dolne (powiaty bieszczadzki, leski i sanocki). Obejmuje typowe dla Karpat Wschodnich pasma górskie Gór Słonnych i Chwaniowa.
Utworzenie: 1992
Powierzchnia: 56 188 ha (w 1996 zwiększono do 51 392 ha z pierwotnych 38 096 ha, w 2004 powiększono do 56 032 ha)
Przez Park przebiega wiele szlaków turystycznych.

## Flora
Szata roślinna parku licząca około 900 gatunków roślin naczyniowych wyróżnia się znacznym stopniem naturalności.
Ponad 73% jego obszaru zajmują lasy, głównie naturalne buczyny karpackie. Duże ich fragmenty objęte są ochroną w kilku rezerwatach przyrody, największe z nich to „Chwaniów”, „Nad Trzciańcem”, „Na Oratyku”.

## Rezerwaty
Stosunkowo niewielka część Parku została objęta ochroną rezerwatową. Istnieje tam 9 rezerwatów o łącznej powierzchni 1427,61 ha. Z wyjątkiem „Cisów w Serednicy” wszystkie rezerwaty mają charakter leśny.
- Buczyna w Wańkowej
- Chwaniów
- Cisy w Serednicy
- Dyrbek
- Góra Sobień
- Nad Trzciańcem
- Na Opalonym
- Na Oratyku
- Polanki